# Juventus 1938-1939
Questa voce raccoglie le informazioni riguardanti la Juventus nelle competizioni ufficiali della stagione 1938-1939.

## Stagione
La Juventus si classificò all'ottavo posto del campionato, mentre in Coppa Italia raggiunse gli ottavi di finale, venendo sconfitta dal Genova 1893 per 1-0.

## Maglia
| Casa | 1ª portiere | 2ª portiere |

## Rosa
| N. |                   | Ruolo | Calciatore                    |
| -- | ----------------- | ----- | ----------------------------- |
|    | Italia (bandiera) | P     | Ugo Amoretti                  |
|    | Italia (bandiera) | P     | Alfredo Bodoira               |
|    | Italia (bandiera) | D     | Alfredo Foni                  |
|    | Italia (bandiera) | D     | Pietro Rava                   |
|    | Italia (bandiera) | D     | Giovanni Varglien (II)        |
|    | Italia (bandiera) | C     | Carlo Buscaglia               |
|    | Italia (bandiera) | C     | Teobaldo Depetrini            |
|    | Italia (bandiera) | C     | Luis Monti ()                 |
|    | Italia (bandiera) | C     | Mario Varglien (I) (capitano) |

| N. |                   | Ruolo | Calciatore           |
| -- | ----------------- | ----- | -------------------- |
|    | Italia (bandiera) | A     | Savino Bellini       |
|    | Italia (bandiera) | A     | Felice Borel (II)    |
|    | Italia (bandiera) | A     | Luigi Busidoni       |
|    | Italia (bandiera) | A     | Lodovico De Filippis |
|    | Italia (bandiera) | A     | Guglielmo Gabetto    |
|    | Italia (bandiera) | A     | Giorgio Giaretta     |
|    | Italia (bandiera) | A     | Renato Marchiaro     |
|    | Italia (bandiera) | A     | Enrico Santià        |
|    | Italia (bandiera) | A     | Ernesto Tomasi       |

## Risultati

### Serie A

#### Girone di andata
| Arbitro: | Mastellari (Bologna) |

|               |           |  |
| Rosellini 86’ | Marcatori |  |

| Arbitro: | Ciamberlini (Genova) |

|                    |           |               |
| Gifford 49’ (aut.) | Marcatori | 67’ Montanari |

| Arbitro: | Soliani (Genova) |

|               |           |  |
| Michelini 24’ | Marcatori |  |

| Arbitro: | Barlassina (Novara) |

|                 |           |  |
| De Filippis 76’ | Marcatori |  |

| Arbitro: | Zelocchi (Modena) |

|                                                             |           |  |
| Campatelli 11’ Ferraris 23’ Frossi 59’ Vale 67’ Demaría 89’ | Marcatori |  |

| Arbitro: | Mazzarini (Roma) |

|             |           |                |
| Gabetto 39’ | Marcatori | 32’ Lazzaretti |

| Arbitro: | Galeati (Bologna) |

|                |           |             |
| Capocasale 40’ | Marcatori | 56’ Gabetto |

| Arbitro: | Dellarole (Vercelli) |

|                          |           |              |
| Monti 1’ Foni 53’ (rig.) | Marcatori | 13’ Zidarich |

| Arbitro: | Moretti (Genova) |

|             |           |  |
| Sansone 32’ | Marcatori |  |

| Arbitro: | Ciamberlini (Genova) |

|             |           |  |
| Gabetto 26’ | Marcatori |  |

| Novara 18 dicembre 1938, ore 14:30 CET 11ª giornata | Novara             | 0 – 0 referto | Juventus | Stadio del Littorio\| Arbitro: \| Scorzoni (Bologna) \| |
| Arbitro:                                            | Scorzoni (Bologna) |               |          |                                                         |

| Arbitro: | Scarpi (Dolo) |

|                             |           |                            |
| De Filippis 47’ Gabetto 60’ | Marcatori | 20’ Boffi 25’ P. Buscaglia |

| Arbitro: | Pirovano (Monza) |

|             |           |             |
| Peretti 63’ | Marcatori | 60’ Gabetto |

| Arbitro: | Ciamberlini (Genova) |

|                              |           |                        |
| Gaddoni 17’, 90’ Ferrero 74’ | Marcatori | 43’ Gabetto 56’ Tomasi |

| Arbitro: | Scorzoni (Bologna) |

|                  |           |              |
| Gabetto 26’, 74’ | Marcatori | 23’ Trevisan |

#### Girone di ritorno
| Arbitro: | Mazza (Torre del Greco) |

|                 |           |            |
| De Filippis 28’ | Marcatori | 71’ Turchi |

| Arbitro: | Barlassina (Novara) |

|                      |           |  |
| Bazan 37’ Zironi 75’ | Marcatori |  |

| Torino 12 febbraio 1939, ore 14:30 CET 18ª giornata | Juventus           | 0 – 0 referto | Roma | Stadio Municipale Benito Mussolini\| Arbitro: \| Scorzoni (Bologna) \| |
| Arbitro:                                            | Scorzoni (Bologna) |               |      |                                                                        |

| Arbitro: | Biancone (Roma) |

|                                     |           |            |
| Piccini 28’ Rocco 42’ Mian 60’, 89’ | Marcatori | 61’ Santià |

| Torino 26 febbraio 1939, ore 15:00 CET 20ª giornata | Juventus      | 0 – 0 referto | Ambrosiana-Inter | Stadio Municipale Benito Mussolini\| Arbitro: \| Scarpi (Dolo) \| |
| Arbitro:                                            | Scarpi (Dolo) |               |                  |                                                                   |

| Arbitro: | Salvatori (Roma) |

|                                            |           |                         |
| Sardelli 35’ Scarabello 51’ Lazzaretti 89’ | Marcatori | 38’ Bellini 60’ Gabetto |

| Arbitro: | Mazza (Torre del Greco) |

|                                |           |  |
| Tomasi 9’ Borel 21’ Santià 61’ | Marcatori |  |

| Arbitro: | Saracini (Ancona) |

|          |           |  |
| Neri 54’ | Marcatori |  |

| Arbitro: | Barlassina (Novara) |

|                 |           |  |
| G. Varglien 64’ | Marcatori |  |

| Arbitro: | Moretti (Genova) |

|              |           |            |
| Riccardi 36’ | Marcatori | 15’ Santià |

| Arbitro: | Mazza (Torre del Greco) |

|             |           |  |
| Gabetto 42’ | Marcatori |  |

| Milano 21 aprile 1939, ore 15:30 CET 27ª giornata | Milan           | 0 – 0 referto | Juventus | Stadio San Siro\| Arbitro: \| Tonnetti (Roma) \| |
| Arbitro:                                          | Tonnetti (Roma) |               |          |                                                  |

| Arbitro: | Galeati (Bologna) |

|                               |           |          |
| Tomasi 37’ Cassano 51’ (aut.) | Marcatori | 3’ Cagna |

| Arbitro: | Dattilo (Roma) |

|             |           |           |
| Bellini 68’ | Marcatori | 75’ Baldi |

| Arbitro: | Mazza (Torre del Greco) |

|           |           |               |
| Costa 88’ | Marcatori | 22’ Depetrini |

### Coppa Italia
| Arbitro: | Pirovano (Monza) |

|                   |           |                       |
| Degli Esposti 15’ | Marcatori | 61’, 70’, 81’ Gabetto |

| Arbitro: | Pizziolo (Firenze) |

|  |           |               |
|  | Marcatori | 2’ Lazzaretti |